# دوشينغان (درميان)
دوشينغان (بالفارسية: دوشینگان) هي مستوطنة تقع في إيران في قسم درمیان الريفي.